# Oratorium van de broederschap van het Heilig Kruis

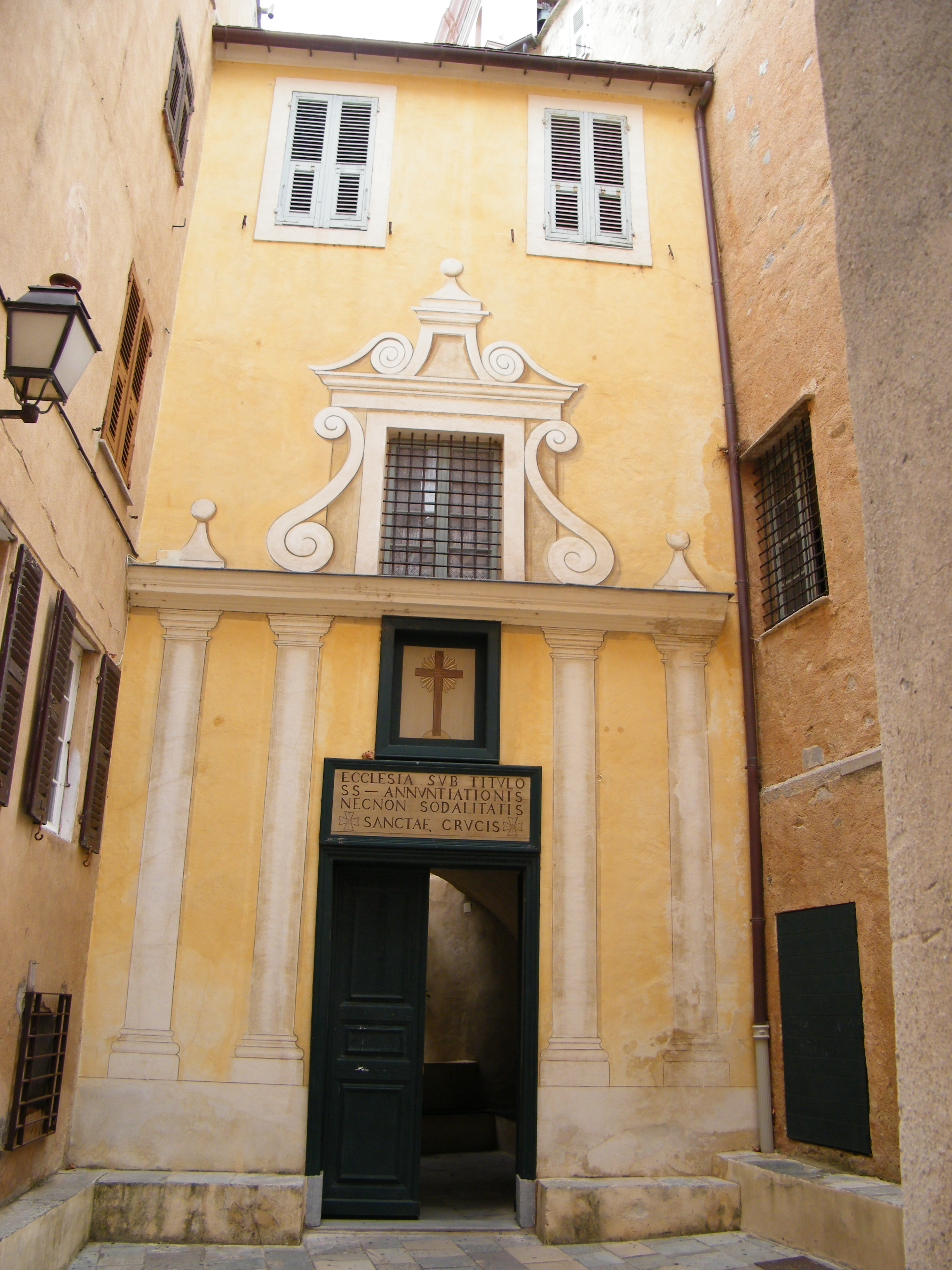
Façade

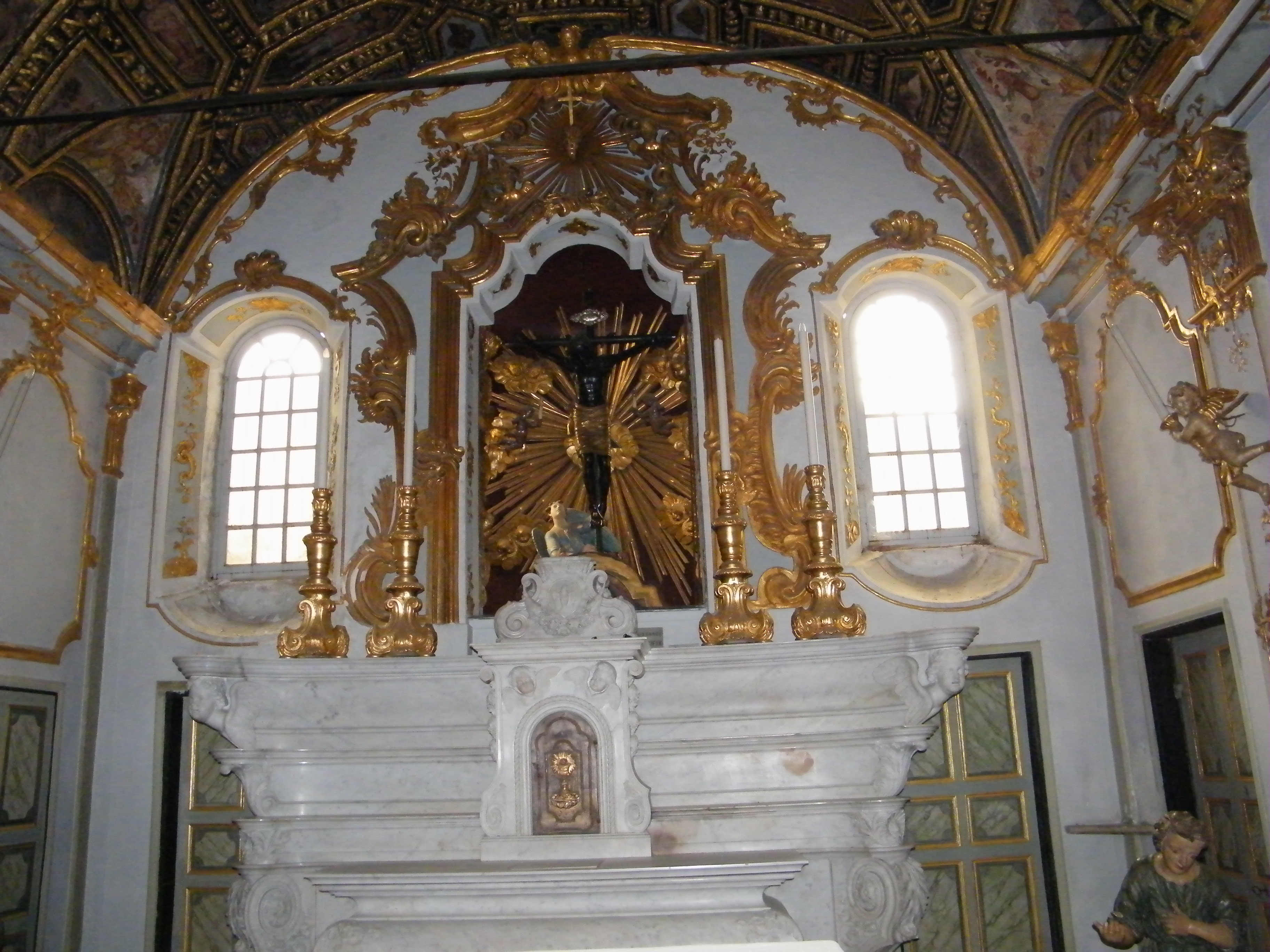
Zijkapel met U Christu Negru

Het Oratorium van de broederschap van het Heilig Kruis (Frans: l'oratoire de la confrérie de Sainte-Croix) is een laat-barok gebedshuis in de Citadel van Bastia op Corsica. 

## Broederschap
Het is opgericht door de Broederschap van het Heilig Kruis. Dit is een van de zowat 60 Corsicaanse broederschappen, katholieke lekenverenigingen met caritatief doel. Van oorsprong gingen de leden van de Broederschap van het Heilig Kruis gekleed in het wit en deden aan ziekenzorg.

## Gebouw
Het oratorium bestaat uit een beuk met verschillende zijkapellen. Het werd gebouwd in 1543 op een terrein dat toebehoorde aan de Romeinse basiliek Sint-Jan van Lateranen; hiervan stammen nog de pauselijke wapenschilden boven het altaar en op de gewaden van de lekenbroeders. Het gebouw werd beschadigd bij een bombardement door de Engelse vloot in 1745 en werd heropgebouwd in rocaillestijl. Het interieur is rijk versierd met goud. Het is beschermd als historisch monument in 1931.

## U Christu Negru
In een zijkapel van het oratorium bevindt zich het beeld van de zwarte Christus (Frans: le Christ noir, Corsicaans: U Christu Negru), een beeld van een gekruisigde Christus dat op 3 mei 1428 door twee vissers zou zijn aan land gebracht. Zij zouden volgens de legende geleid door een bovennatuurlijk licht dit kruisbeeld hebben opgevist in hun netten. Elk jaar, op 3 mei, wordt het kruisbeeld in processie door de straten van de Citadel van Bastia gedragen.